# Allianz Arena
L'Allianz Arena, nota anche come Fußball Arena München, è un impianto calcistico situato nel quartiere di Fröttmaning alla periferia settentrionale di Monaco di Baviera, in Germania. Di proprietà del Bayern Monaco, ospita le gare casalinghe della sua prima squadra a partire dalla stagione 2005-2006.
Inizialmente lo stadio era in comproprietà tra le due squadre più importanti di Monaco di Baviera, il Bayern Monaco e il Monaco 1860, che si sono divise a metà i costi della costruzione (pari a 340 milioni di euro). Nel 2006 il Monaco 1860 ha venduto le quote dello stadio in suo possesso al Bayern Monaco per 11 milioni di euro, continuando però a giocare nell'impianto fino al 2017, quando è tornato a giocare nel vecchio Grünwalder Stadion.
I diritti di denominazione dell'impianto sono stati ceduti per 30 anni al gruppo Allianz. Lo stadio è stato chiamato FIFA World Cup Stadium Munich durante il Campionato mondiale di calcio 2006, mentre durante le competizioni europee assume il nome di Fußball Arena München come da regolamenti UEFA. È soprannominato Schlauchboot (gommone), per via della sua caratteristica forma.

Ha ospitato partite della Coppa del Mondo FIFA 2006, del campionato d'Europa 2024, una finale di UEFA Nations League (2024-2025), oltre a due finali di di UEFA Champions League (2011-2012 e 2024-2025). 

## Storia

### Antefatti

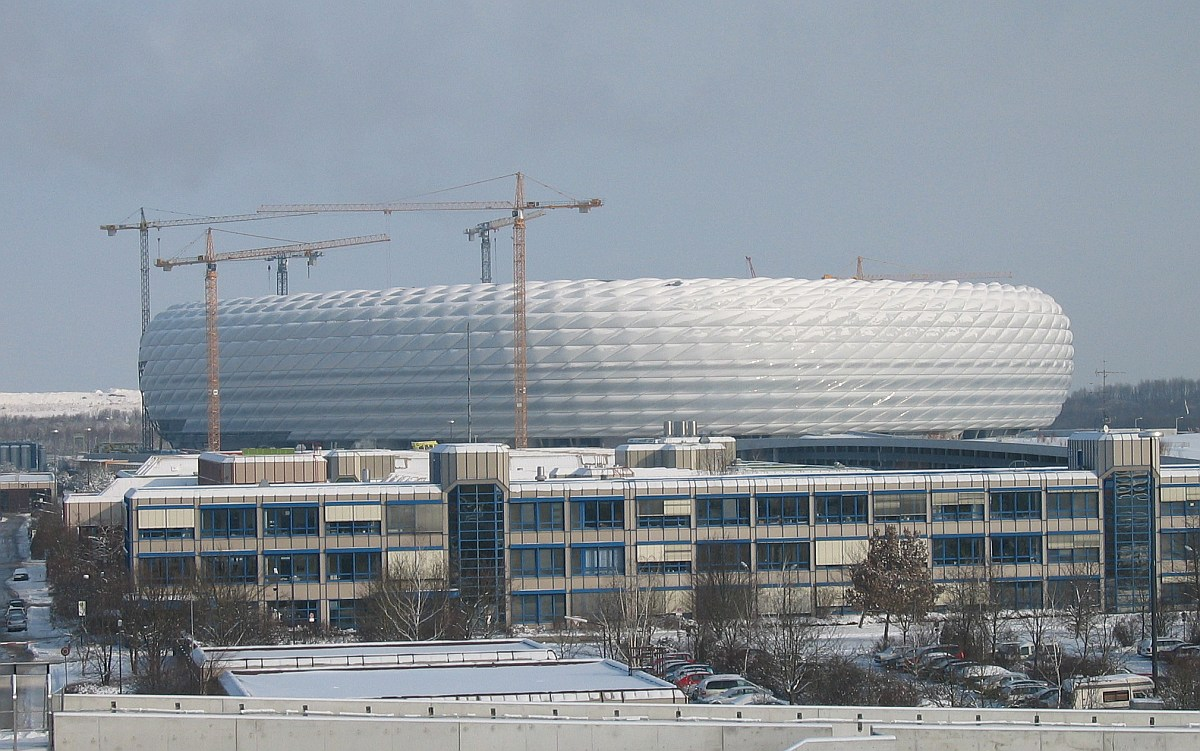
L'Allianz Arena durante i lavori di costruzione nel gennaio 2005.

In occasione dei preparativi per il campionato mondiale di calcio 2006, fu avviata da parte delle istituzioni pubbliche bavaresi, congiuntamente alle due principali società calcistiche cittadine, una verifica per l'attuazione di un profondo intervento di recupero ed adeguamento normativo-funzionale dell'esistente Olympiastadion (progettato da Frei Otto e Günther Benisch per i Giochi olimpici del 1972) al fine di conformarlo ai requisiti normativi della FIFA. Tale indagine portò alla constatazione, con la consulenza dello stesso Behnisch, dell'impossibilità di trasformare l'impianto esistente in uno stadio adeguato agli attuali standard prestazionali. Il concorso ad inviti, concluso nel 2001, vide ricadere la scelta sul progetto degli svizzeri Herzog & de Meuron.

### Progetto e realizzazione
L'intervento, collocato nella periferia nord della città, oltre al progetto dello stadio, coinvolge un'ampia zona limitrofa rivisitandone i percorsi e le destinazioni d'uso. Si è creato per lo stadio una sorta di boulevard verde attrezzato con percorsi pedonali, ciclabili, spazi gioco per i bimbi, chioschi e zone per l'allestimento di piccoli spettacoli all'aperto. Inferiormente a tale boulevard vi è il più grande parcheggio coperto d'Europa, spazi commerciali, punti di ristoro e spazi diversificati per lo svago ed il tempo libero. Lo stadio, che prende il nome dalla multinazionale Allianz, principale finanziatore dell'impianto, è concepito come impianto destinato prevalentemente ad uso calcistico, ma al tempo stesso utilizzabile indipendentemente dallo svolgimento di manifestazioni sportive, grazie alla presenza di sale conferenze, ristoranti, negozi sportivi, spazi per l'intrattenimento e kinder-garden.
La struttura si sviluppa su tre anelli ciascuno con diversa pendenza: il livello più basso, leggermente rialzato dal piano del terreno di gioco, ha una pendenza di 24º. I tre anelli, di cui solamente due visibili all'esterno, sono organizzati su sette livelli, i due livelli inferiori sono una sorta di prosecuzione dell'adiacente parcheggio, mentre il terzo livello rappresenta la naturale prosecuzione del boulevard esterno. La distribuzione tra i vari livelli avviene con 16 corpi scala collocati sulla parte esterna, a ridosso della facciata, che permettono di accedere al disotto delle tribune e quindi agli spalti in modo radiale. Nel primo livello trovano posto le zone di accoglienza VIP, i locali destinati agli addetti ai lavori (sala stampa, zona mista per le interviste, locali per i funzionari della sicurezza, infermerie), quelli destinati agli atleti (spogliatoi, palestre e sale massaggi) ed una zona di parcheggio riservata. Il secondo livello è totalmente destinato a parcheggi per gli addetti ai lavori con l'esclusione di una piccola area destinata all'accoglienza VIP. Il terzo livello rappresenta la prosecuzione naturale del boulevard esterno con l'inserimento di 16 “isole” destinate a chioschi, negozi, ed ai servizi igienici. Nel quarto e quinto livello trovano posto locali riservati all'area VIP, sale conferenza, al catering ed ai negozi delle due società calcistiche che utilizzano l'impianto. Il sesto livello rappresenta il diretto prolungamento dei due inferiori con la differenza di offrire la diretta percezione dello spazio di gioco creando così 106 palchi riservati per 1 200 spettatori con visione contemporanea del campo di gioco e la fruizione di servizi privilegiati. Al settimo livello sono riproposte le 16 isole destinate a chioschi ed ai servizi igienici oltre alla distribuzione all'ultimo anello.
La struttura principale dell'impianto è in calcestruzzo armato gettato in opera combinato con elementi prefabbricati che costituiscono i solai e le gradinate. La copertura è invece realizzata con struttura metallica a traliccio disposta in modo radiale aggettante e permettendo così l'assenza di elementi di sostegno che possano disturbare la visione da qualsiasi punto delle gradinate. Il perimetro, sia verticale che superiore, è costituito da cuscini pneumatici in membrana trasparente (PTFE) indeformabile, ignifugo e resistente. Ognuna delle 2 874 losanghe è dotata d'illuminazione artificiale interne di tre diversi colori secondo la squadra che utilizza l'impianto: colore bianco per le gare della Nazionale tedesca, colore rosso per le gare del Bayern Monaco e colore blu per le gare del Monaco 1860. Sul livello di copertura 24 “cuscini” dispongono di un sistema di sollevamento tale da garantire la ventilazione.

## Caratteristiche tecniche

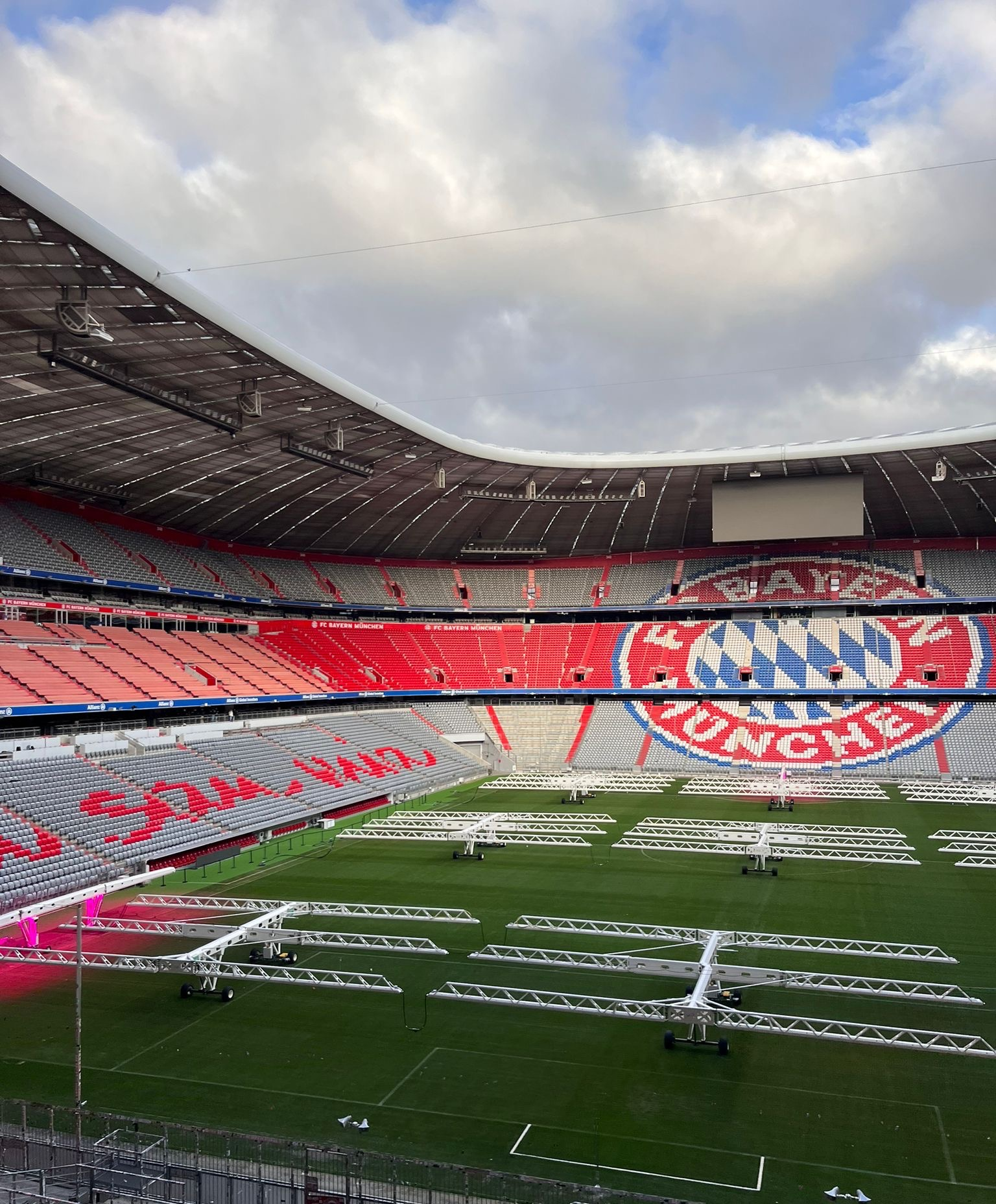
Vista interna dell'Allianz Arena nel 2023.

Di seguito le caratteristiche tecniche dell'impianto.
- Stadio: 258 m × 227 m × 50 m
- Posti: 75 000 in Bundesliga e 70 000 per le partite internazionali
- Area calpestabile: 120 m × 83 m
- Terreno erboso (ibrido Mixto®): 111 m × 72 m
- Terreno di gioco: 105 m × 68 m
- Area del parcheggio: 270000 m²

## Nome

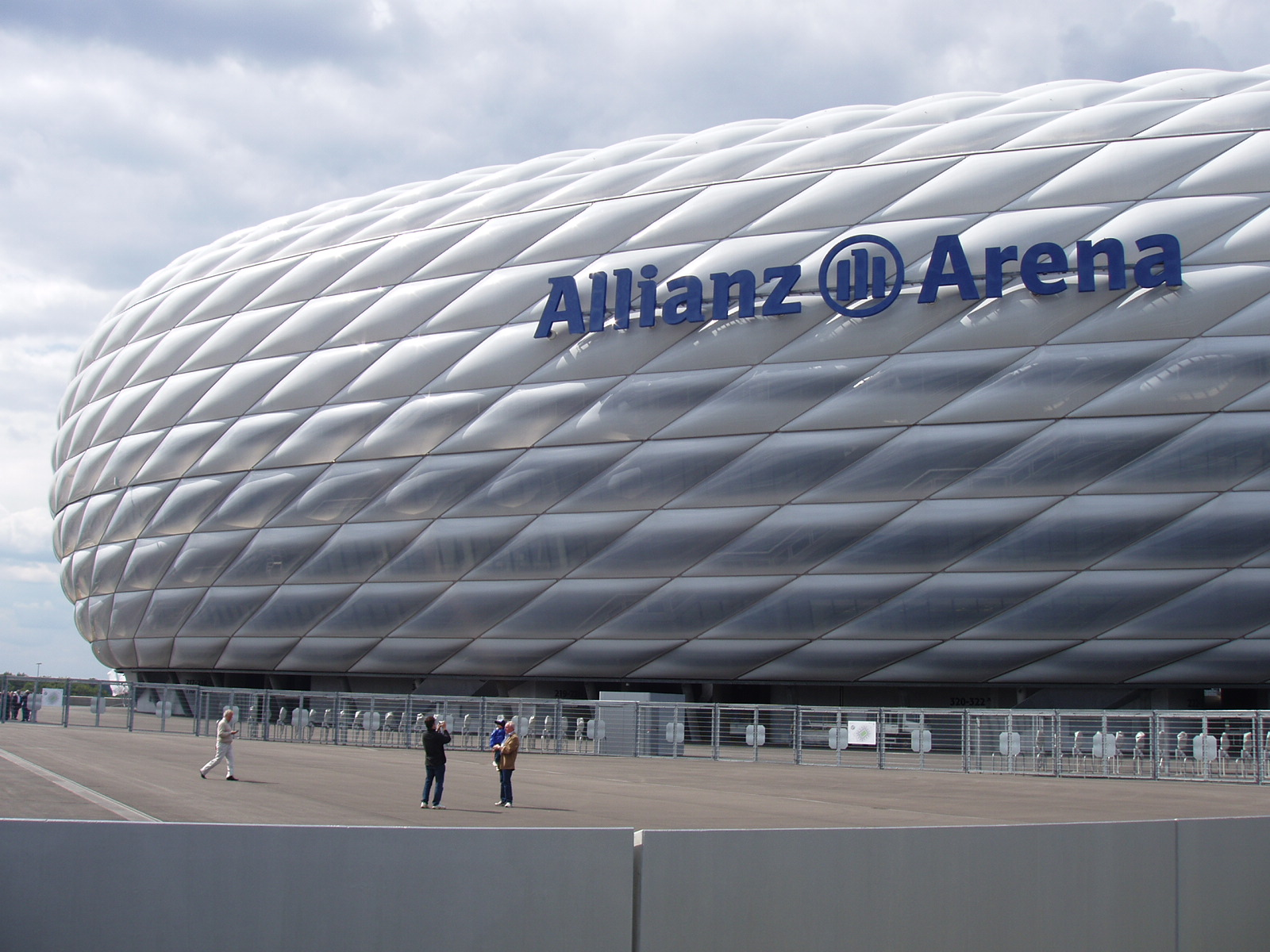
L'insegna commerciale all'esterno dell'Allianz Arena nel 2005.

Il nome dello stadio è in contrasto con i regolamenti FIFA e UEFA che pongono paletti per la sponsorizzazione degli stadi. Infatti, il gruppo Allianz ha i diritti sul nome per 30 anni per circa 80 milioni, il 25% della somma versata dai due club bavaresi per costruire l'impianto. Ma durante i Mondiali del 2006, lo stadio è stato chiamato FIFA World Cup Stadium Munich e il logotipo presente sulla facciata è stato rimosso, operazione costata circa 150 000 euro. Per la stessa ragione durante gli incontri di Champions League viene denominato Fußball Arena München e il lettering viene spento.

## Incontri di rilievo

### Campionato mondiale 2006
Lo stadio è stato uno degli impianti che hanno ospitato la 18ª Coppa del Mondo di calcio. A causa delle norme FIFA, l'Arena è stata nominata durante lo svolgimento della competizione mondiale FIFA World Cup Stadium Munich. Di seguito sono presenti le gare disputate durante la rassegna mondiale 2006:
| Data           | Orario (CET) | Squadra numero 1 | Ris. | Squadra numero 2    | Fase del torneo            | Spettatori |
| -------------- | ------------ | ---------------- | ---- | ------------------- | -------------------------- | ---------- |
| 9 giugno 2006  | 18:00        | Germania         | 4-2  | Costa Rica          | Girone A (gara d'apertura) | 66 000     |
| 14 giugno 2006 | 18:00        | Tunisia          | 2-2  | Arabia Saudita      | Girone H                   | 66 000     |
| 18 giugno 2006 | 18:00        | Brasile          | 2-0  | Australia           | Girone F                   | 66 000     |
| 21 giugno 2006 | 21:00        | Costa d'Avorio   | 3-2  | Serbia e Montenegro | Girone C                   | 66 000     |
| 24 giugno 2006 | 17:00        | Germania         | 2-0  | Svezia              | Ottavi di finale           | 66 000     |
| 5 luglio 2006  | 21:00        | Portogallo       | 0-1  | Francia             | Semifinali                 | 66 000     |

### Finali UEFA Champions League: 2012 e 2025
| Arbitro: | Proença |

|                                      |                      |                                     |
| Müller 83’                           | Marcatori            | 88’ Drogba                          |
| Lahm Gómez Neuer Olić Schweinsteiger | Tiri di rigore 3 – 4 | Mata David Luiz Lampard Cole Drogba |

| Arbitro: | Kovács |

|                                                        |           |  |
| Hakimi 12’ Doué 20’, 63’ K'varatskhelia 73’ Mayulu 86’ | Marcatori |  |

### UEFA Euro 2020
| Data           | Orario (CET) | Squadra #1 | Ris. | Squadra #2 | Fase del torneo  | Spettatori |
| -------------- | ------------ | ---------- | ---- | ---------- | ---------------- | ---------- |
| 15 giugno 2021 | 21:00        | Francia    | 1-0  | Germania   | Gruppo F         | 13 000     |
| 19 giugno 2021 | 18:00        | Portogallo | 2-4  | Germania   | Gruppo F         | 12 926     |
| 23 giugno 2021 | 21:00        | Germania   | 2-2  | Ungheria   | Gruppo F         | 12 413     |
| 2 luglio 2021  | 21:00        | Belgio     | 1-2  | Italia     | Quarti di finale | 12 984     |

### UEFA Euro 2024
| Data           | Orario (CET) | Squadra #1 | Ris. | Squadra #2  | Fase del torneo  | Spettatori |
| -------------- | ------------ | ---------- | ---- | ----------- | ---------------- | ---------- |
| 14 giugno 2024 | 21:00        | Germania   | 5-1  | Scozia      | Gruppo A         | 65 052     |
| 17 giugno 2024 | 15:00        | Romania    | 3-0  | Ucraina     | Gruppo E         | 61 591     |
| 20 giugno 2024 | 15:00        | Slovenia   | 1-1  | Serbia      | Gruppo C         | 63 028     |
| 25 giugno 2024 | 21:00        | Danimarca  | 0-0  | Serbia      | Gruppo C         | 64 288     |
| 2 luglio 2024  | 18:00        | Romania    | 0-3  | Paesi Bassi | Ottavi di finale | 65 012     |
| 9 luglio 2024  | 21:00        | Spagna     | 2-1  | Francia     | Semifinali       | 62 042     |

## Trasporti

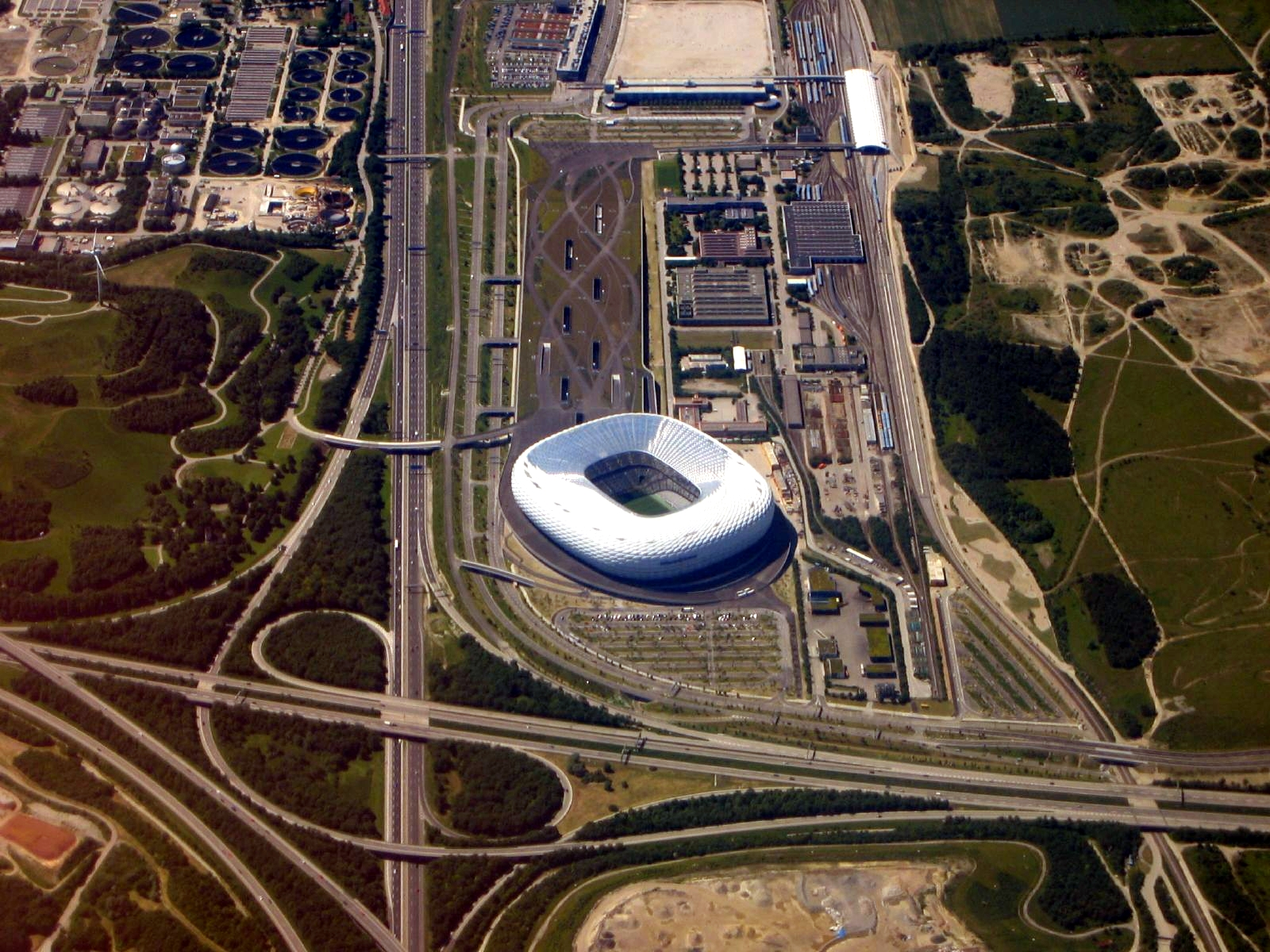
Incrocio autostradale München Nord

L'Allianz Arena sorge nei pressi dell'incrocio autostradale "München Nord", tra la A 9 e la A 99. È inoltre raggiungibile tramite la linea U6 della Metropolitana di Monaco di Baviera (stazione di Fröttmaning, costruita con lo stesso stile architettonico dello stadio). Sono infine disponibili servizi di bus navetta dalle tre stazioni della città (centrale, stazione est, Pasing).

### Libri
- (DE) Bundesingenieurekammer, Ingenieurbaukunst in Deutschland, Amburgo, Junius Verlag GmbH, 2005, ISBN 3-88506-563-0.
- (DE) Heike Werner, Mathias Wallner, Architektur und Geschichte in Deutschland, Monaco, Heike Werner Verlag, 2006, ISBN 3-9809471-1-4.

### Articoli di rilevanza
- (DE) Allianz Arena für vorbildlichen Brandschutz ausgezeichnet, in Bauphysik, v. 28 No. 3., 2006,  p. 191.
- (DE) Qualitätssiegel "Sprinkler Protected" für die Allianz Arena, in Der Stahlbau, v. 75 No. 5., 2005,  p. 356.
- (DE) Über 2400 Stufenelemente für die Allianz Arena in München, in Beton- und Stahlbetonbau, v. 100 No. 7., 2005,  p. 548.
- (DE) Ingrid Breu, Die Planungs- und Entscheidungsprozesse bei der Allianz Arena, in Umrisse, v. 4 No. 3., 2004,  pp. 52-57.
- (EN) Stephen Burrows, A new football stadium for Munich, Germany, in The Arup Journal, v. 41 No. 1., 2006,  pp. 24-31.
- (DE) Th. Dossenberger, Vom Olympiastadion zur Allianz Arena, in Detail - Zeitschrift für Architektur + Baudetail, v. 45 No. 9., 2005.
- (DE) Alfred Dürr, Die Allianz Arena, Neubau eines Fußballstadions in München, Wettbewerb und Tragwerksplanung der "Stadionschüssel", in Bauingenieur, v. 79 No. 5., 2004.
- (DE) Holger Falter, Internationale Stadionprojekte, in Stadien - Planung, Bau, Betrieb.